# 杏花
杏花（あんずはな）は、日本の女性声優。主にアダルトゲームに声をあてている。

## 人物
ふぐり屋のアダルトゲーム『その花びらにくちづけを』でデビュー以来、同作品のウェブラジオ番組『玲緒っぽいらじお』でパーソナリティも務める。「杏花」は成年向け仕事用の名義で、同番組内にて読み方をリスナーから募集し、最初に来たメールで決定するとしていたが、リスナーからのメールにより「あんずはな」に決定した。お気に入りの漫画としてしばしば池田理代子の『おにいさまへ…』を取り上げている。
「杏」が苗字というわけではなく、「杏花」で一つの名詞である。そのため、平仮名表記では「あんず」と「はな」の間に空白は入れずに、「あんずはな」が正しいが、本人曰くそこまで気にしてはいないらしい。

## 出演作品
太字は主役もしくはヒロイン。

### アダルトゲーム
2007年
- その花びらにくちづけを あなたと恋人つなぎ（川村 玲緒）

2008年
- 恋人=らぶ×せっくす（鴫原 六花）
- その花びらにくちづけを あなたを好きな幸せ（川村 玲緒）
- Bible Black -The Infection-（村井 亜由美）

2009年
- ご近所裏サークル 〜性教育はママにお任せ!〜（小倉 かすみ）
- 夏色さじたりうす 〜浜井原学園弓道部〜（篠原 汐理）
- はぴとら -HappyTransportation-（レニー・コンセプション）

2010年
- 兄貴の新妻 〜夫のことが好きなのに…〜（佐伯 春歌）
- エルフ軍の姉妹 〜麗しき禁断の遊び〜（シュテラ）
- オトコの娘プロレス 〜屈辱の対抗戦〜（上神梅 桃香）
- 恋と水着と太陽と 〜スミレ島ライフセーバーず〜（小枝 流花）

2011年
- 彼女の親友 〜Hをしたいだけなんだけど…〜（朝倉 真琴）
- みなみくんの受難 〜強制性転換...（天野 薫）

2012年
- その花びらにくちづけを ミカエルの乙女たち（川村 玲緒）

2013年
- 虚ノ少女（鳥居 小羽）
- その花びらにくちづけを 白雪の騎士（川村 玲緒）
- その花びらにくちづけを 天使たちの春恋（石神 皐）
- その花びらにくちづけを 天使のあこがれ（石神 皐）

2014年
- 愛姉妹IV 悔しくて気持ち良かったなんて言えない（高峰 奈々子）
- 12の月のイヴ（緒方 穂奈美）
- 全人類アルパ化宣言!（藍川 汐依）
- その花びらにくちづけを 天使たちの約束（石神 皐）
- 恋する気持ちの花言葉（姫柳 沙羅）

2015年
- 女の子はドSな変態でできている（高木 君香）
- 根雪の幻影 白花荘の人々（撫子）
- ソーサリージョーカーズ（ノア）
- ハルキス（瀬戸 このみ）
- まじかるカナン2 〜緋色のベルガモット〜（ワカハ）
- ゆりりん 百合な自転車ダイエット（川村 玲緒、石神 皐）

2016年
- あけいろ怪奇譚（高橋ののか）
- オトメ*ドメイン（西園寺 風莉）
- Pure Marriage ～赤い糸物語～（クリフォト）

2017年
- トリノライン（緒方 百南美）
- 新妻LOVELY×CATION（成瀬 乃々）
- はにデビ！ Honey＆Devil（桐原 彩弓）
- 恋愛教室（海老沢亜子）
- Pure Marriage ～赤い糸物語 セリカ編～（クリフォト）
- Pure Marriage ～赤い糸物語 さくら編～（クリフォト）
- ランドセルシンドローム（望知乙葉）

2018年
- 俺の彼女がガチ変態すぎる（水無瀬かなで）
- バタフライシーカー（柊木静香）
- きゃらぶれーしょん! ～乙女は恋してキャラぶれる～（一ノ瀬雪亜）
- 社長隷嬢セレクション（オタサーの姫）

2019年
- タマユラミライ（猫天宮花子）
- 勇者と踊れ！ ～ぼっちの俺が異世界召喚されて美少女たちと学園最強パーティを組みました～（シエラ）

2020年
- 推しのラブより恋のラブ
- 虚ノ少女《NEW CAST REMASTER EDITION》（鳥居 小羽）
- 保健室のセンセーとシャボン玉中毒の助手（此花 ゆか、風見 夢歌）

2021年
- コイ×ミツ ～八重練紗祈と赤い糸の王子様～（絹織 双鳩）
- コイ×ミツ ～千葉静玖とサボテンの手紙～（絹織 双鳩）
- コイ×ミツ ～絹織双鳩とお菓子の国の約束～（絹織 双鳩）
- アインシュタインより愛を込めて APOLLOCRISIS（愛内 周太(過去)）

2022年
- 保健室のセンセーとゴスロリの校医（此花 ゆか、風見 夢歌）
- 保健室のセンセーと小悪魔な会長（此花 ゆか、風見 夢歌）

2023年
- 天瀬島は色恋ざかり（星道院 姫瑠）
- プレイ! プレイ! プレイ! ロック!（清宮 真霧、横野 柚巴）

2025年
- 廃村少女[弐] ～陰り誘う秘姫の匣～（シンジュ）
- 隷従の制服（風岡 愛来）

### オンラインゲーム
- Deep One 虚無と夢幻のフラグメント（2020年、ノルン・ナルヴィノート、フラウ、テルティア）

### ウェブラジオ
※はインターネット配信。
- 玲緒っぽいらじお（2011年 - 2017年、ニコニコ動画※、音泉※）
- オトメ*ドメイン RADIO*MAIDEN（2015年 - 2020年、音泉※）[36]
- 杏花とあじ秋刀魚のまぜるなキケン!（2017年、音泉※）[37]
- ネットという無数の声雄が割拠する世界から、最新最強の武器バイノーラルマイクを駆使し、ファンのみんなに癒しと感動を与える声優を、とにかく!全力を尽くして熱く応援するラジオ（2017年 - 、音泉※）[38]
- 杏花と唯香の社長隷嬢ラジオセレクション（2018年 - 、音泉※）[39]
- 八尋まみと小波すずの混ぜるなキケン!（2018年、音泉※）